# Estadio Olímpico de Breslavia
El Estadio olímpico de Breslavia (en polaco:  Stadion Olimpijski we Wrocławiu) es un estadio multiusos ubicado en la ciudad de Breslavia. Actualmente se utiliza principalmente para carreras de speedway del Sparta Wrocław y por el que equipo de fútbol americano de la ciudad, el Panthers Wrocław. El estadio tiene una capacidad actual de 35.000 personas y fue inaugurado en 1928 como Arena de Silesia (Schlesierkampfbahn), cuando Wrocław todavía era parte de Alemania. El estadio se utilizaría como uno de los principales campos de la Eurocopa 2012 en Polonia y Ucrania. Sin embargo, se decidió que un nuevo estadio sería construido para ese evento.